# Amphinemura multispina
Amphinemura multispina är en bäcksländeart som först beskrevs av Wu, C.F. 1973.  Amphinemura multispina ingår i släktet Amphinemura och familjen kryssbäcksländor. Inga underarter finns listade i Catalogue of Life.